# Калишенково (Конотопский район)
Калишенково (укр. Калишенкове) — село,
Присеймовский сельский совет,
Конотопский район,
Сумская область,
Украина.
Код КОАТУУ — 5922086903. Население по переписи 2001 года составляло 19 человек.

## Географическое положение
Село Калишенково находится на железнодорожной ветке Конотоп-Шостка, ближайшая станция Присеймовье в 1,5 км.
На расстоянии в 2 км расположены сёла Марьяновка и Черноплатово.
Рядом проходит автомобильная дорога М-02 (E 101).